# Honington (Lincolnshire)
Pour les articles homonymes, voir Honington.
Honington est une paroisse civile et un village du Lincolnshire, en Angleterre.